# Caruso (lied)
Caruso is een lied geschreven door Lucio Dalla in 1986. Het nummer werd opgedragen aan Enrico Caruso, een van de bekendste Italiaanse tenoren. 
Het nummer gaat over een Italiaans-Amerikaans pianist die met weemoed terugdenkt aan een geliefde uit Sorrento.
Het lied werd gecoverd door onder meer Il Divo, Andrea Bocelli, Helmut Lotti, Josh Groban, Julio Iglesias, Lara Fabian en Il Volo, Faber (Zwitserse song writer) De meest bekende uitvoering is die van Luciano Pavarotti tijdens een opvoering van The Three Tenors in Concert, samen met Plácido Domingo en José Carreras. André Hazes verwerkte het nummer naar het Nederlands en bracht het uit als Nu jij hier niet meer bent.